# Dysoxylum inopinatum
Dysoxylum inopinatum är en tvåhjärtbladig växtart som först beskrevs av Hermann August Theodor Harms, och fick sitt nu gällande namn av D.J. Mabberley. Dysoxylum inopinatum ingår i släktet Dysoxylum och familjen Meliaceae. Inga underarter finns listade i Catalogue of Life.